# Michael Crandall

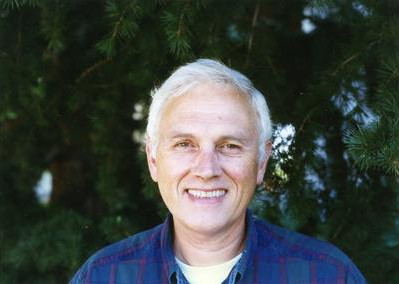
Michael Crandall

Michael Grain Crandall (* 29. November 1940 in Baton Rouge, Louisiana) ist ein US-amerikanischer Mathematiker, der sich mit Differentialgleichungen beschäftigt.

## Leben
Crandall begann zunächst ein Studium als Physik-Ingenieur (Bachelor-Abschluss 1962) an der Universität Berkeley, wechselte dann zur Mathematik mit einem Master-Abschluss 1964 und der Promotion 1965 bei Heinz Otto Cordes in Berkeley, wobei er ein Problem von Carl Ludwig Siegel in der Himmelsmechanik löste (Two families of periodic solutions of the plane four-body problem). 1965 war er Instructor in Berkeley, 1966 Assistant Professor an der Stanford University und ab 1969 an der University of California, Los Angeles (UCLA), wo er 1973 bis 1976 Professor war. Ab 1974 war er auch Professor am Mathematics Research Center der University of Wisconsin–Madison, von 1984 bis 1990 als Hille-Professor of Mathematics. Seit 1988 ist er Professor an der University of California, Santa Barbara. Crandall war mehrfach Gastprofessor an der Universität von Paris, von der er 1999 einen Ehrendoktor-Titel erhielt.
Crandall beschäftigt sich vor allem mit partiellen Differentialgleichungen, z. B. mit Bifurkationstheorie, Evolutionsgleichungen, Halbgruppen-Abbildungen in Banachräumen und der Theorie der Hamilton-Jacobi-Gleichung. Mit Pierre-Louis Lions führte er Viskositätslösungen partieller Differentialgleichungen ein. Mit Paul Rabinowitz bewies er in den 1970er Jahren einen Satz über Hopf-Bifurkationen in unendlich vielen Dimensionen.
Seit 2000 ist er Mitglied der American Academy of Arts and Sciences. 1999 erhielt er den Leroy P. Steele Prize. 1974 war er Invited Lecturer auf dem Internationalen Mathematikerkongress in Vancouver („Semigroups of nonlinear equations and evolution equations“). Er ist Fellow der American Mathematical Society. 2023 wurde Crandall in zum Mitglied der National Academy of Sciences gewählt.
Zu seinen Doktoranden zählt Lawrence C. Evans.